# Kerstin Franke-Gneuß
Kerstin Franke-Gneuß, geb. Gneuß, (* 12. April 1959 in Meißen) ist eine deutsche Grafikerin, Malerin und Installationskünstlerin. Sie lebt und arbeitet in Dresden.

## Leben
Franke-Gneuß wuchs in Weinböhla auf und legte 1977 das Abitur in Meißen ab. Sie absolvierte von 1975 bis 1978 ein Abendstudium an der Hochschule für Bildende Künste Dresden unter anderem bei Ursula Rzodeczko. Von 1978 bis 1984 folgte ebenda ein Studium der Malerei und Grafik. Zu ihren Lehrern zählten hier Siegfried Klotz und Günter Horlbeck. Seit 1984 arbeitet sie freischaffend in Dresden.
Franke-Gneuß war 1989 Mitbegründerin der Dresdner Sezession 89. Im Jahr 1993 erhielt sie ein Stipendium der Stiftung Kunstbesitz St. Wendel. Seit 1993 befinden sich Objekte von Franke-Gneuß im öffentlichen Raum unter anderem in Dresden und Chemnitz. Sie arbeitet seit 1995 in einem Atelier im Künstlerhaus Dresden-Loschwitz und ist seit 2003 in der Altana-Galerie, Universitätssammlungen Kunst + Technik der TU Dresden, beschäftigt.

## Wirken

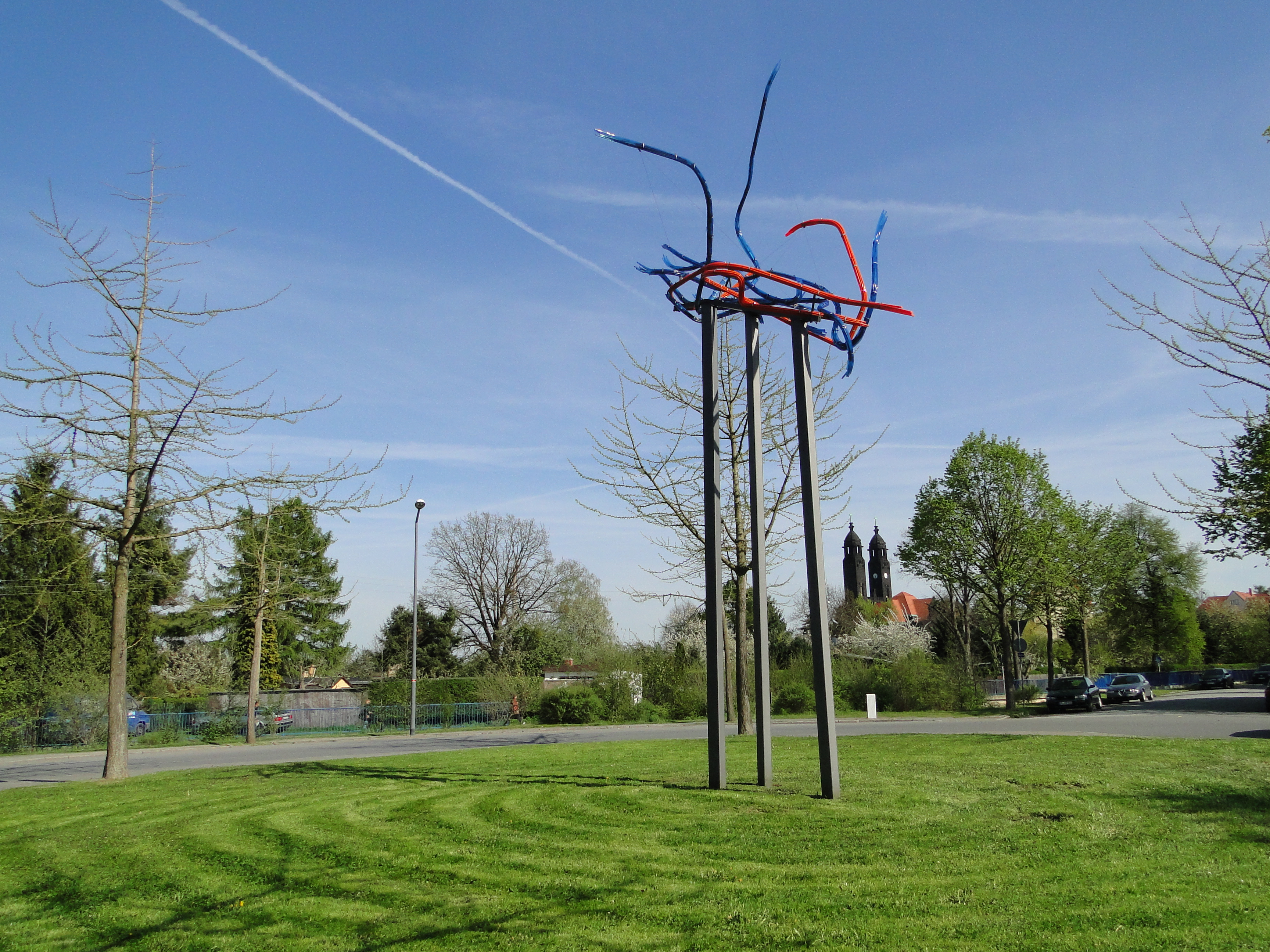
Skulptur Innere Mitte in Dresden (am Ursprungsstandort Gustav-Adolf-Platz)

Franke-Gneuß arbeitet in unterschiedlichsten Techniken, wobei Radierungen „in allen techn[isch] mög[lichen] Kombinationen“ dominieren. Ihre Kaltnadelradierungen und Malereien, unter anderem in Mischtechniken, nehmen dabei ihre Inspiration aus der Natur. So „entstehen dunkle Geflechte, die sich als Fragm[ent] des Erlebten aus dem Weiß des Bildgrundes entwickeln.“ Arbeiten von Franke-Gneuß sind stets abstrakt. Im Jahr 1994 veröffentlichte sie mit dem Künstlerbuch Schattenrosen eine Sammlung von Radierungen zu Gedichten von Ingeborg Bachmann.
Ab Mitte der 1990er-Jahre schuf Franke-Gneuß auch Installationen und Werke für den öffentlichen Raum, darunter 1991 ein großes Altarrückfenster für einen Kirchneubau in Altenberg. Lichtskulpturen befinden sich unter anderem am Gustav-Adolf-Platz in Dresden sowie auf dem Festspielgelände Hellerau. Im Januar 2012 gewann Franke-Gneuß den Wettbewerb zur künstlerischen Gestaltung des neuen Amtsgerichts in Dresden mit einer Arbeit aus geschwungenen Wellen. Das Kunstwerk IUS_In Gottes Hand, das eine Wandfläche entlang der Haupttreppe und eine Wand im ersten Stock ziert, wurde vom Freistaat Sachsen für 70.000 Euro erworben.
Daneben entstanden nicht dauerhaft angebrachte Lichtinstallationen. Unter anderem schuf sie anlässlich der Premiere des Operneinakters Die Bassariden in der Semperoper 1997 die Lichtinstallation Schattenglut aus Acrylglas auf dem Dach der Semperoper-Probenbühne. Im Rahmen der Kunstaktion Mnemosyne im fluss ’97 war 1997 ihr Werk Kronenwirbel unterhalb der Prießnitz-Brücke nahe dem Dresdner Diakonissenkrankenhaus zu sehen. Im Jahr 1999 schuf sie auf dem Ernemannturm der Technischen Sammlungen Dresden mit farbigen Acrylstäben die Installation Treiblicht. In ihren Arbeiten für den öffentlichen Raum geht es Franke-Gneuß dabei vor allem um „die Modulation von Licht und Schatten“, ausgehend von der grafischen Arbeit. Im Jahr 2011 waren in der Schau Jetzt nach X/I zudem Porzellanarbeiten von ihr zu sehen.
Werke von Franke-Gneuß befinden sich unter anderem im Besitz des Dresdner Kupferstichkabinetts und des Erfurter Angermuseums. Seit 1989 ist ihr Werk See (1988) Teil der Sammlungen der Galerie Neue Meister.

## Auszeichnungen
- 2016: 9. Felix Hollenberg-Preis[9]

## Arbeiten im öffentlichen Raum
Mehrere Installationen von Franke-Gneuß befinden sich im öffentlichen Raum:
- 1991: Altarfenster, Evangelische Kirche Altenberg (Erzgebirge)
- 2000: Lichtsammelglas-Skulptur „Innere Mitte“ in Dresden-Strehlen, 2017 vom Erststandort (Insel des Verkehrskreisels auf dem Gustav-Adolf-Platz) nach Altstrehlen umgesetzt (beide Male im Rahmen des Mnemosyne-Wasser-Kunst-Weges entlang des Kaitzbaches aufgestellt)[10][11]
- 2003: „Kaskade“ Wand-Skulptur, Lichtsammelglas, Görges-Bau, Universitätssammlungen Kunst + Technik, Dresden
- 2005: „Woge“ Wand-Skulptur, Aluminium, Stadtentwässerung Dresden Kaditz
- 2005: „Aufwind“ Lichtsammelglas-Skulptur, TIETZ Chemnitz
- 2010: „Impuls“ Lichtsammelglas-Skulptur, Festspielgelände Hellerau Dresden
- 2012: „IUS_In Gottes Hand“ Wandinstallation, Amtsgericht Dresden

## Ausstellungsbeteiligungen (Auswahl)
- 1984: Technische Universität Dresden
- 1992: Galerie P. Breuer, Zwickau (mit Gerda Lepke)
- 1993: Galerie M. Beck, Bad Homburg vor der Höhe (mit Karin Kremer, Gerda Lepke)
- 1994: Galerie am Märckischen Platz, Rathenow
- 1994: De Markten, Brüssel (mit Thea Richter, Angela Hampel)
- 1995: Rathaus Meißen